# Гватемальско-турецкие отношения
Гватемальско-турецкие отношения — двусторонние дипломатические отношения между Гватемалой и Турцией. Отношения были установлены 18 июля 1874 года.

## История отношений
Отношения между странами были установлены 18 июля 1874 года, когда Гватемала подписала Договор о дружбе, торговле и мореплавании с Османской империей.
В 2015 году Гватемала подписала соглашение с Турцией об официальном оформлении своих отношений и управлении инвестициями и туризмом, а также между обеими странами было подписано соглашение о свободной торговле. Президент Турции Реджеп Тайип Эрдоган пригласил президента Гватемалы Джимми Моралеса совершить государственный визит в Турцию.
Министр иностранных дел Гватемалы Карлос Рауль Моралес открыл посольство Гватемалы в Турции вместе со своим турецким коллегой Мевлютом Чавушоглу 20 апреля 2017 года. Оба министра пояснили, что эта штаб-квартира будет продвигать стратегии по развитию торговли, инвестиций, туризма, культуры и сотрудничество между ними. Первым послом Гватемалы, назначенным в Турцию, был Ларс Пира.

## Дипломатические миссии
- У Гватемалы есть посольство в Анкаре[4] и почётное консульство в Стамбуле[5]
- У Турции есть посольство в Гватемале[6]